# Buathra epomiata
Buathra epomiata là một loài tò vò trong họ Ichneumonidae.